# Cissus mirabilis
Cissus mirabilis là một loài thực vật hai lá mầm trong họ Nho. Loài này được (Urb. & Ekman) Lombardi miêu tả khoa học đầu tiên năm 1997.